# Jan Kapras
Jan Kapras (17. ledna 1880 Brno – 13. května 1947 Nový Bydžov) byl český historik, právník a politik.

## Život
Narodil se v rodině středoškolského profesora a psychologa Jana Nepomuka Kaprase, který v té době působil v Brně. Nikdy však neztratil vazby s Novobydžovskem, rodným krajem svého otce.

### Vědec a pedagog
Roku 1898 odmaturoval na gymnáziu v Brně, poté v letech 1898–1905 studoval práva v Innsbrucku, Praze a Berlíně. V roce 1903 získal titul doktora práv na právnické fakultě Karlo-Ferdinandovy univerzity v Praze a o dva roky později se zde v oboru české právní dějiny habilitoval.
Od samého počátku jeho pedagogického působení byly Kaprasovy přednášky velmi oblíbené. V roce 1904 začal přednášet v letním semestru o českém zástavním právu. V zimním semestru si jeho přednášky o poručenském právu zapsalo 121 posluchačů, což byl největší počet, jakého kdy soukromý docent dosáhl. Roku 1910 už získal mimořádnou profesuru a v roce 1917 se stal řádným profesorem dějin českého a německého práva. Cesta k řádné profesuře se neobešla bez potíží. Tři roky zvažovaly rakouské úřady jeho jmenování, protože pražský učitelský sbor na univerzitě spojil jeho jmenování se snahou prosadit české právní dějiny za povinný obor a sám Kapras vystupoval jako zastánce českého státního práva a stoupenec celistvosti zemí České koruny. Odmítal dělení na české a německé okresy, což v té době nebyl politicky nejvhodnější postoj. Jmenován mohl být až po oživení činnosti Říšské rady a uvolnění veřejného života.
Po vzniku republiky se stal významnou pedagogickou osobností, již se podařilo konstituovat nový studijní obor Právní dějiny československé, a založil vlastní historickoprávní školu z absolventů svého semináře (např. Boháček, Čáda, Horna, Rauscher, Vaněček). Velmi cenná byla publikační možnost, kterou prof. Kapras zajistil pro studie vzniklé v semináři. Založil ediční řadu Práce ze semináře českého práva na Karlově univerzitě v Praze, obětavě pro ni opatřoval finanční prostředky a udržel ji až do roku 1940 (vydal 26 titulů). Často bývají tyto práce citovány také jako edice Práce ze semináře Kaprasova. V letech 1920–1921 a 1937–1938 byl také děkanem Právnické fakulty University Karlovy.
Byl také významným členem vědeckých a kulturních společností: od roku 1912 člen Královské učené společnosti, v roce 1913 dopisujícím členem České akademie pro vědy, slovesnost a umění, v roce 1933 starostou Ústřední matice školské a mezi roky 1936–1939 předsedou Národní rady československé, kterou i významně hmotně podporoval. V letech 1921–1930 byl dále vedoucím redaktorem České revue, tehdy významného časopisu. Byl také spolupracovníkem na Ottově slovníku naučném i na Ottově slovníku naučném nové doby.

### Politik
Politicky se angažoval již před první světovou válkou ve Straně státoprávně pokrokové, kde působil jako její expert na jazykovou problematiku. Pro Národní radu českou vypracoval jazykový program. Podílel se na Manifestu k Evropě přijatém na sjezdu strany v květnu 1914. Požadovalo se v něm nastolení české otázky na mezinárodním fóru a otevřeně kritizovalo spojenectví Rakouska-Uherska s Německem. Po vypuknutí válečného konfliktu zaujal postoj nekompromisní pasivity vůči rakouské vládě. Odmítal aktivismus a proto v rámci skupiny Národ podepsal na jaře 1917 Manifest českých spisovatelů. Věnoval se právněpolitické publicistice, pořadatelské a redakční činnosti, která byla cenná pro šíření a upevnění myšlenky československého státu.
Po vzniku republiky se celá strana stala součástí Československé národní demokracie. Předsedal její největší organizaci na Vinohradech a zastupoval ji v pražském zastupitelstvu. V parlamentních volbách v roce 1929 získal za národní demokraty senátorské křeslo v Národním shromáždění ČSR. V horní komoře setrval do roku 1935. Po několik let vykonával i funkci předsedy zemského výboru strany, ale roku 1935 ze strany odešel. Své odborné znalosti uplatnil při jednáních na Pařížské mírové konferenci při jednáních o vytyčení hranic či v československo-polské i hlučínské delimitační komisi (1920–1927).
Nejzásadnějším politickým činem byla jeho účast ve třech vládách druhé republiky a protektorátu, kde působil jako ministr školství a národní osvěty (1. prosince 1938 – 19. ledna 1942). Jeho pozice byla nezáviděníhodná, protože v rámci konečného řešení české otázky bylo cílem nacistů zlikvidovat nejen vysokoškolské (to se stalo 17. listopadu 1939), ale i středoškolské školství a celý prostor germanizovat. Profesor Kapras jako oddaný zastánce Eliášovy retardační politiky neustále jeho prostřednictvím zasílal své protesty říšskému protektorovi, podával intervence za propuštění vysokoškolských studentů a byl to on, komu se na podzim 1941 podařilo odvrátit plánované uzavření středních škol.
V té době byl několikrát vyslýchán gestapem. Pro své národně pevné postoje a zednářskou minulost se stal německé okupační moci nepřijatelný a na přímý Frankův zásah nebyl do tehdy nově utvářené vlády přijat a na jeho místo byl nacisty dosazen přisluhovač E. Moravec. Kapras se vzdal všech svých funkcí a úřadů, aby se jeho osoba nestala záminkou k útoku na české kulturní útvary a jejich vedoucí představitele. Jen odchod do Řehot, rodné vsi jeho otce, ho zřejmě zachránil před hrozícím německým zákrokem. Ale i po roce 1942 pokračoval ve svém spojení s demokratickým odbojem a podporoval ho i finančně.
Po osvobození už o návratu na univerzitu neuvažoval. V roce 1947 byl postaven před Národní soud. Pro evidentní důkazy o jeho nekolaborantském postoji a spojení s odbojem ho však soud neshledal vinným v žádném bodě obžaloby. Krátce na to těžce nemocný zemřel. Pro komunisty byl stejně nepřijatelný jako pro nacisty, jeho dílo i zásluhy měly být zapomenuty.

## Dílo
Ve své vědecké práci se věnoval zejména právním dějinám českých zemí; důkladnou pozornost věnoval i historickému vývoji tzv. vedlejších zemí Koruny české – Moravě, Slezsku, Lužici a Kladsku. Stručně načrtl historický přehled politických proudů a stran v českých zemích a boží soudy. Studoval i národnostní vývoj, menšinové a jazykové otázky v českých zemích.
Z počátku se zabýval dějinami českého soukromého práva, zejména zemského, ale i horního a městského.
- Poručenství nad sirotky v právu českém (1904)
- Pozůstatky zemského práva opavského a krnovského – Díl první (1905) [4]
- Kniha svědomí města Nového Bydžova z let 1311–1470 (1907)
- Státoprávní poměr Moravy k říši německé a ke koruně české ve středověku (1907) – Zvl. otisk z Časopisu Musea král. českého, LXXXI [5]
- Pozůstatky zemského práva knížectví Opavského – Díl druhý (1908) [6]
- Manželské právo majetkové dle českého práva zemského (1908) [7]
- Přehled vývoje české jazykové otázky (1910) [8]
- Historický vývoj českého programu jazykového (1911) [9]

Postupem doby však obsáhl celé období českých právních dějin a své znalosti uplatnil v monumentální práci, která obsahuje souvislý pohled na vývoj veřejného práva a státního zřízení po rok 1848, doplněné partiemi o právních pramenech a dosavadní literatuře. Sloužila i pro pedagogické účely.
- Právní dějiny Zemí koruny české I. – III. (1913–1920)
  - Díl první (1913) [10]
  - Díl druhý (1913) [11]
  - Díl třetí (1920) [12]

Publikoval také časopisecky v Samostatnosti a Národě, který redigoval od roku 1916.
- Opavské právní dějiny doby knížecí (1918) [13]
- Český stát a centralizace zemí habsburských (1918)
- Češi a Němci v českém státě  mezi (1918 a 1930) – přehled historický [14]
- Český stát v historickém vývoji a v dnešní podobě dle ustanovení kongresu pařížského (1920) [15]

Pozdější práce se zaměřovaly zejména na vedlejší korunní země.
- Z dějin českého Slezska (1922)
- O českém státě za války a po válce (1925) – soubor článků [16]
- České Slezsko a státní převrat (1927)
- Význam Slezska v českém státě (1933)
- Lužice a český stát: k třístému výročí Pražského míru (1935) – k třístému výročí Pražského míru [17]

## Zajímavost
Měl rodinné dispozice k horšímu zraku, jeho otec zemřel slepý. V narážce na Kaprasovu národní neoblomnost pronesl jeho nástupce ve vládě Moravec, že „nastává konec vlády obrýlených mandarínů, kteří nechápou potřeby doby“.